# Erythroxylaceae
Erythroxylaceae este o familie de plante cu flori ce cuprinde patru genuri și aproximativ 242 de specii. Genurile sunt Aneulophus Benth, Erythroxylum P. Br, Nectaropetalum Engl., and Pinacopodium (Hegnauer 1980, 279). Cea mai cunoscută specie este planta de coca,  Erythroxylum coca, sursa vegetală a drogului cocaină.